# Байківка (Хмільницький район)
Ба́йківка — село в Україні, у Іванівській сільській громаді Хмільницького району Вінницької області. Населення становить 552 особи.

## Географія
На південному сході від бере початок річка Яблунька, ліва притока Постолової.

## Історія
Станом на 1885 рік у колишньому власницькому селі Янівської волості Літинського повіту Подільської губернії мешкала 921 особа, налічувалось 110 дворових господарств, існували православна церква, школа, постоялий будинок, 2 водяних млини.
За переписом 1897 року кількість мешканців зросла до 1323 осіб (632 чоловічої статі та 691 — жіночої), з яких 124 — православної віри.

## Відомі люди
- Дідик Микола Анатолійович — український політик, народний депутат 12(1)-го скликання, голова Вінницького облвиконкому, голова Вінницької обласної ради, представник президента у Вінницькій області.